# Lamponius scythrus
Lamponius scythrus är en insektsart som först beskrevs av John Obadiah Westwood 1859.  Lamponius scythrus ingår i släktet Lamponius och familjen Pseudophasmatidae. Inga underarter finns listade i Catalogue of Life.